# Движение первых
Российское движение детей и молодёжи «Движение первых» — общероссийское общественно-государственное движение, созданное 20 июля 2022 года по инициативе руководства России, для воспитания, организации досуга подростков, и формирования мировоззрения «на основе традиционных российских духовных и нравственных ценностей». Отделения движения открылись в каждом муниципалитете России, а в каждой школе могут быть созданы первичные ячейки движения.
Законопроект о создании движения был внесен в Госдуму в день 100-летия советской пионерской организации. Принимают в организацию с 6 до 25 лет, находиться в ней можно будет до окончания школы или колледжа, а взрослые (в том числе совершеннолетние студенты) могут становиться наставниками движения и организовывать мероприятия.
В составе попечительского совета, который возглавляет помощник президента России Максим Орешкин, входят: Герман Греф, Игорь Сечин, Владимир Потанин, Олег Белозёров, Алексей Лихачёв.
Численность участников к концу 2023 года составила около 4,7 млн человек, а в мероприятиях приняло участие около 7 млн. При этом в некоторых городах России школьников принуждают к вступлению в движение.
14 сентября 2024 года указом Владимира Путина главой общероссийской организации детей и молодёжи «Движение первых» назначен Герой России, участник войны на Украине и кадровой программы «Время героев» Артур Орлов. Прежний руководитель движения Григорий Гуров стал руководителем Росмолодёжи.

## Организация
Организация находится под личным надзором[прояснить] Президента России, который напрямую контролирует все три постоянных руководящих органа: наблюдательный совет, координационный совет и правление. Он назначает председателя правления и заместителя наблюдательного совета, а также возглавляет наблюдательный совет. Наблюдательный совет возглавляет координационный совет и назначает председателей региональных правлений. Наблюдательный совет движения возглавляет президент России Владимир Путин, председатель движения — Артур Орлов.
Воспитанием членов движения не могут заниматься иностранные агенты или не допущенные к педагогической деятельности лица.
По некоторым данным сообщается, что на начало осени 2023 года больше миллиона человек вступило в 30 тысяч ячеек организации по всей России и во всех оккупированных ею регионах Украины. В новое движение влились «Российское движение школьников» и другие крупные детские объединения. Военно-патриотическое движение «Юнармия» формально тоже стало частью новой организации. Однако юнармейцам нужно регистрироваться отдельно, чтобы стать активистами «Движения первых». Во многих регионах отряды «Юнармии» продолжают существовать автономно и сотрудничают с новым движением на военно-патриотических мероприятиях.

## История
19 мая 2022 года, в день 100-летия всесоюзной пионерской организации, в Госдуму внесли законопроект о создании общероссийского движения «Российское движение детей и молодёжи „Большая перемена“». 7 июня 2022 года Государственная дума в III чтении приняла законопроект. 14 июля 2022 года Владимир Путин подписал федеральный закон № 261-ФЗ «О российском движении детей и молодёжи».
20 июля 2022 года прошло учредительное собрание движения, голосование за создание организации и утверждение устава движения. 20 августа прошло первое заседание Координационного совета Российского движения детей и молодёжи.
13 декабря председателем правления движения назначили Григория Гурова, а 19 декабря на первом съезде движения с третьего раза выбрало свое название «Движение первых» (за — 648 человек, против — 527 человек, воздержались — 98). Вариант «Пионеры» не смог набрать достаточно голосов — близкие к администрации президента источники «Медузы» утверждают, что в Кремле специально решили отказаться от названия «пионеры» для того, чтобы «не связывать новое движение с прошлым, с советским», несмотря на то, что «президенту это прошлое нравится».
20 декабря 2022 года на собрании в СОШ «Артек» появилась первая ячейка РДДМ «Движение первых».
21 марта 2023 года зарегистрировали телеканал движения «Движ». В конце марта 2023 года появился логотип движения. На нём красная цифра 1 в виде стрелки, а над ней слово «Первые».

## Финансирование
«Движение первых» получило бюджет в 19 миллиардов рублей. Из этих средств 4 миллиарда будут потрачены на центральный аппарат обеспечения движения. В аналитическом исследовании издание The Moscow Times делится выводами, что такие денежные средства наравне годовых доходов бедных российских регионов. Деньги, выделенные для «Движения первых», в три раза превышают бюджет, выделенный государством для материально-технической базы медицинских учреждений, и в пять раз больше чем средства, которые выделили на «развитие фармацевтической и медицинской промышленности», для замены импортных препаратов, которые стали недоступными в Российский Федерации.

## Деятельность
«Движение первых» организует «патриотические» мероприятия. На День Победы «Движение первых» запустило акцию «Окна Победы» по выставлению в окнах российских символов Победы.
С 10 по 14 мая 2023 года движение провело первый туристический слет в Пятигорске. 18 мая 2023 года «Движение первых» подписало соглашение о сотрудничества со странами исламского мира.
1-2 июня 2023 года на ВДНХ прошёл всероссийский фестиваль «Движения первых». На нём, среди прочего, выступил Владимир Путин и прошла церемония вручения паспортов.
В конце января-начале февраля 2024 года на ВДНХ состоялся второй съезд «Движения первых», который собрал 3000 человек и где вновь выступил президент РФ.
В 2023 году, по словам председателя правления организации Григория Гурова, движением было открыто свыше пятисот отделений в вузах, среди которых РАНХиГС, НИУ ВШЭ, Крымский федеральный университет, Астраханский государственный университет, благодаря этому количество участников увеличилось более чем на 6000 человек.
29 июля 2023 года РДДМ "Первые" подвели итоги первого грантового конкурса Движения, на котором распределили 2 миллиарда рублей. Конкурсная комиссия утвердила 759 победителей из 81 региона России. Среди победителей грантового конкурса были проекты благотворительно фонда "София", ГАПОУ "Кузбасский педагогический колледж", ООО "Умникоины" и другие.

## Мнения об организации
Многие общественные деятели связывают «Движение первых» и Всесоюзную пионерскую организацию имени В. И. Ленина. Политолог Анна Федорова указывает, что «это движение будет популярно, потому что оно в первую очередь создает возможности и помогает детям получать новый, разнообразный и полезный опыт». Зарубежные источники называют движение «реанимированным трупом» советских пионеров. «Движение Первых» — синоним «движения пионеров», если рассматривать английский первоисточник слова «пионер». Сергей Удальцов считает, что проще было просто возродить Пионерскую организацию. Андрей Десницкий отметил: «Назвали новую пионерию „Движение первых“. А надо бы „нажоры мажоров“. Смысл тот же, а звучит красивей». Алексей Остудин отметил: «Спустя почти 20 лет и потраченных на всевозможные молодёжные движения сотен миллионов рублей наша власть разродилась по-настоящему революционным решением — возродить пионерию!»
Президент России Владимир Путин в декабре 2023 отметил, что ключевым принципом организации должно оставаться детско-юношеское соавторство всех принимаемых решений. При этом взрослые должны обеспечивать необходимую поддержку. Президент отметил позитивную тенденцию, что во многих проектах дети участвуют вместе с родителями. Работа организации, по его словам, является важным вкладом в укрепление ценностей, объединяющих общество. Он также заявил, что основной смысл «Движения первых» — помощь подрастающему поколению в раскрытии своих способностей и потенциала, поиске своего пути в жизни, что является залогом успешного развития страны.
В некоторых школах движение существует фиктивно и не проводит никаких мероприятий.

## Санкции
22 сентября 2023 года «Движение первых» включено в санкционный список Канады против организаций причастных к «депортации украинских детей в Россию, а также за создание и распространение дезинформации и пропаганды».
23 февраля 2024 года «Движение первых», а также глава движения Григорий Гуров, внесены в санкционный список 27 стран Евросоюза.

Дети, входящие в движение, проводят встречи с солдатами, участвовавшими в агрессивной войне России против Украины, отправляют открытки и письма поддержки бойцам, подготавливают технику для использования на поле боя и учатся обращаться с БПЛА. Кроме того, движение организует для детей военные игры, в которых имитируются боевые ситуации. Эти мероприятия проводятся во всех российских регионах, а также в незаконно аннексированном Крыму и на незаконно оккупированных территориях Украины — в Донецкой, Луганской, Херсонской и Запорожской областях. Таким образом, движение в рамках своих различных программ занимается перевоспитанием украинских детей, в том числе незаконно депортированных в Россию.— «Официальный журнал Европейского союза», Брюссель, 23 февраля 2024 года
12 июня 2024 года, «Движение Первых» включено в блокирующий санкционный список США против организаций, ответственных за насильственную депортацию, перевоспитание и милитаризацию украинских детей из оккупированных Россией районов Украины как организация, ответственная за принудительную милитаризацию, перевоспитание детей Украины и выдававшая им российские паспорта.
По аналогичным основаниям, движение находится в санкционных списках Украины и Швейцарии.